# Estación Vila das Belezas
Vila das Belezas es una estación de la Línea 5 - Lila del Metro de São Paulo.
Es una estación de la zona sul y la menos concurrida de la capital de São Paulo, con solamente 5 mil entradas.
Fue inaugurada el 20 de octubre de 2002, siendo una de las seis estaciones iniciales de esta línea, que se encuentra en expansión hasta la estación Chácara Klabin de la Línea 2 - Verde.
Está ubicada en la Avenida das Belezas, esquina Avenida Carlos Caldeira Filho.

## Características
Estación elevada, en curva, con hall de distribución en el nivel del suelo, estructura en concreto aparente, plataformas laterales en estructura mixta de concreto y metálica, con techado de estructura metálica en forma de pórtico elíptica y tejas de acero tipo sándwich. Posee accesos para discapacitados físicos.
Circulación vertical compuesta de 6 escaleras mecánicas, 2 escaleras fijas y 2 ascensores.
Capacidad de hasta 2.213 pasajeros/hora/pico (máximo en 2010).
Área construida de 4.886,79 m².

## Tabla
| Sigla | Estación         | Inauguración          | Capacidad                 | Integración              | Plataformas | Posición | Comentarios                                  |
| ----- | ---------------- | --------------------- | ------------------------- | ------------------------ | ----------- | -------- | -------------------------------------------- |
| VBE   | Vila das Belezas | 20 de octubre de 2002 | 2 mil pasajeros hora/pico | Bilhete Único de SPTrans | Laterales   | Elevada  | Estación con estructura de concreto aparente |